# Sar-e Pol
Sar-e Pol eller Sar-i Pul (سرپل) er en by i det nordlige Afghanistan. Byen er hovedby i provinsen Sar-e Pol. Den har et indbyggertal på cirka 51.075 (2015) indbyggere.